# Lisanorida
Lisanorida (in greco antico: Λυσανορίδας?, Lysanorìdas; Sparta, fine V secolo a.C. – dopo il 379 a.C.) è stato un militare spartano.

## Biografia
Lisanorida era uno degli armosti lasciati a Tebe dopo l'instaurazione di un governo oligarchico filo-spartano da parte di Febida nel 382 a.C.
Nell'inverno 379-378 a.C., quando gli esuli democratici tornarono in città, Lisanorida dovette cedere la Cadmea, dove era di stanza la sua guarnigione, e fece ritorno a Sparta, dove i suoi colleghi Erippida (o Ermippida) e Arceso vennero giustiziati; Lisanorida, invece, essendo stato assente la notte dell'insurrezione, fu condannato soltanto a pagare un'alta somma di denaro, ma, non possedendola, andò volontariamente in esilio.
Teopompo racconta che Lisandrida (probabilmente Lisanorida), fu espulso da Sparta per gli intrighi del re Agesilao, e che gli Spartani fecero giustiziare sua madre Senopizia, la donna più bella del Peloponneso, e sua sorella Crise.